# NGC 696
NGC 696 é uma galáxia espiral barrada (SB0-a) localizada na direcção da constelação de Fornax. Possui uma declinação de -34° 54' 18" e uma ascensão recta de 1 horas, 49 minutos e 31,2 segundos.
A galáxia NGC 696 foi descoberta em 29 de Novembro de 1837 por John Herschel.